# Eugenia plicatocostata
Eugenia plicatocostata är en myrtenväxtart som beskrevs av Otto Karl Berg. Eugenia plicatocostata ingår i släktet Eugenia och familjen myrtenväxter. Inga underarter finns listade i Catalogue of Life.